# Anthrax quinquepunctatus
Anthrax quinquepunctatus är en tvåvingeart som först beskrevs av Thomson 1869. Anthrax quinquepunctatus ingår i släktet Anthrax och familjen svävflugor.
Artens utbredningsområde är Panama. Inga underarter finns listade i Catalogue of Life.